# 현금주의
현금주의(現金主義)는 회계에 있어서는 수익을 현금수입할 때에 인식하고, 비용을 현금지출할 때에 인식하는 손익계산의 원칙이다. 보통 현금주의 회계 방식은 주로 사업적인 성격이 없는 일반 행정부문에 적용되며, 재화와 서비스를 거래하더라도 현금의 흐름이 발생하지 않으면 수입이나 지출로 계상하지 않는다.
이와 대비되는 개념으로 발생주의가 있다.